# Češkovice
Češkovice jsou osada, část města Blansko v Jihomoravském kraji. Žije zde 385 obyvatel. Češkovice se nacházejí v katastrálním území Těchov.
V první třetině 19. století se zde nacházel Češkovický dvůr, který byl i po druhé světové válce jedinou stavbou dnešní osady. Za socialismu zde vznikla velká chatová oblast. V 80. letech 20. století byl v místě dvora vybudován dnešní hotel Panorama. Po roce 1989 vedle něj vznikl hotel Vyhlídka a v okolí začala stavba vilových čtvrtí, z nichž nejstarší a největší je označována jako „Zahradní město“.
Částí obce se Češkovice staly 6. prosince 2011.